# Standard ML
Standard ML（SML），是一个函数式、指令式、模块化的通用的编程语言，具有编译时间类型检查和类型推论。它流行于编译器作者和编程语言研究者和自动定理证明研究者之中。
Standard ML是ML的现代方言，ML是用于LCF（可计算函数逻辑）定理证明计划的编程语言。Standard ML在广泛使用的语言之中与众不同，源于它具有正式规定《The Definition of Standard ML》
，给出了语言的类型规则和操作语义。

## 实现
存在很多SML实现，包括：
标准：
- Standard ML of New Jersey（缩写为SML/NJ），由普林斯顿大学和贝尔实验室在1986年开始联合开发的实现，是一个完全的编译器，具有关联的库、工具、交互式外壳和文档，还支持Concurrent ML[7]。
- MLton，是一个全程序优化编译器，它产生相比其他ML实现非常快的代码[8]。
- ML Kit[9]，由爱丁堡大学的Mads Tofte等人在1989年发起开发[10]，是一个非常紧密的基于了标准定义的实现，它集成了具有基于区域内存管理的垃圾收集器，内存分配指令由编译器推论，可以停用垃圾收集器来支持实时应用。
- Poly/ML[11]，由剑桥大学的David Matthews开发[12]，是一个Standard ML的完全的实现，它产生快速代码并支持多核硬件（通过Posix线程）；它的运行时间系统，进行并行垃圾收集和不可变子结构的在线共享。
- HaMLet[13]，由MPI-SWS的Andreas Rossberg编写，是一个SML解释器，意图成为精确且无障碍的标准定义参考实现。
- Moscow ML[14]，是一个轻量级实现，基于了CAML Light运行时引擎。
- LunarML，产生Lua/JavaScript代码的Standard ML编译器[15]。

派生：
- SML#[16]，是日本东北大学电气通信研究所开发的SML家族新语言，提供了记录多态性和C语言互操作性。它是常规的本机编译器，名字的“#”号不暗示着要在.NET框架上运行。
- Alice，Alice ML是萨尔兰大学开发的基于Standard ML的函数式编程语言，它增加了惰性求值、并发性（多线程和通过远程过程调用的分布式计算）和约束编程特征。
- SOSML[17]，是用TypeScript写的SML实现，可以直接运行在web浏览器内。它实现了大多数SML语言和选择的部份SML基本库。

研究：
- Isabelle/ML，剑桥大学的Larry Paulson开发的Isabelle，将并行Poly/ML集成入交互式定理证明器[18]，它具有一个高端的IDE（基于了jEdit），用于官方Standard ML（SML'97）、Isabelle/ML方言和这个证明语言[19]。开始于Isabelle2016，它还有一个源代码级的ML的调试器。
- CakeML[20]，是一个基于了SML实质性子集的语言，它实现为x86-64机器码的REPL，带有正式验证的运行时间库和到汇编代码的转换。
- TILT[21]，是一个完全验证了的SML编译器，它使用有类型的中间语言来优化代码和确保正确性，并可以编译成有类型的汇编语言。
- Poplog系统实现一个版本的SML，还有POP-11、可选的Common Lisp和Prolog，允许混合语言编程。

所有这些实现都是开源的并可自由的获得。其中多数用SML实现了自身。不再有任何商业SML实现。

## 使用SML的项目
证明辅助器HOL4、Isabelle、LEGO和Twelf是用Standard ML写成。它还用于编译器制作和集成电路设计比如ARM。

## 引用
1. 1 2  David MacQueen. . LFP '84 Proceedings of the 1984 ACM Symposium on LISP and functional programming. August 1984: 198–207  [2021-09-01]. （原始内容存档于2021-09-01）.
David Macqueen. . 1988  [2021-09-03]. （原始内容存档于2021-09-03）.
2. ↑  Robin Milner.  (PDF). 1983  [2021-09-02]. （原始内容 (PDF)存档于2021-11-06）.
Robin Milner, Robert Harper, David B. MacQueen.  (PDF). 1986  [2021-09-02]. （原始内容 (PDF)存档于2021-09-02）. School of Informatics Laboratory for Foundations of Computer Science, Edinburgh University.
3. ↑  . docs.python.org.   [2020-04-25]. （原始内容存档于2020-06-14）.
4. ↑  Damas, Luis; Milner, Robin.  (PDF). 9th Symposium on Principles of programming languages (POPL'82). ACM: 207–212. 1982  [2021-09-02]. ISBN 978-0-89791-065-1. doi:10.1145/582153.582176. （原始内容 (PDF)存档于2022-03-22）.
Damas, Luis.  (PDF) (PhD论文). University of Edinburgh. 1985  [2021-09-02]. hdl:1842/13555. CST-33-85. （原始内容 (PDF)存档于2020-01-28）.
5. ↑  Milner, Robin; Tofte, Mads; Harper, Robert; MacQueen, David.  (PDF). MIT Press. 1997  [2021-09-01]. ISBN 0-262-63181-4. （原始内容 (PDF)存档于2022-03-09）.
6. ↑  Cardelli, Luca.  (PDF). ACM Computing Surveys. March 1996, 28 (1): 263–264  [2021-09-01]. doi:10.1145/234313.234418. （原始内容 (PDF)存档于2020-11-09）.
7. ↑  .   [2020-04-25]. （原始内容存档于2020-05-01）.
8. ↑  .   [2020-09-27]. （原始内容存档于2020-08-28）.
9. ↑  ML Kit（页面存档备份，存于）
10. ↑  Lars Birkedal, Nick Rothwell, Mads Tofte, David N. Turner. . 1993  [2021-10-19]. （原始内容存档于2021-09-13）.
11. ↑  Poly/ML（页面存档备份，存于）
12. ↑  David Matthews. . 1986  [2021-10-19]. （原始内容存档于2021-10-26）.
13. ↑  HaMLet（页面存档备份，存于）
14. ↑  .   [2021-09-02]. （原始内容存档于2022-02-12）.
15. ↑  .   [2024-02-23]. （原始内容存档于2024-05-25）.
16. ↑  SML#（页面存档备份，存于）
17. ↑  SOSML（页面存档备份，存于）
18. ↑  Isabelle（页面存档备份，存于）
19. ↑   (PDF).   [2021-09-01]. （原始内容 (PDF)存档于2021-09-01）. Isabelle/ML is best understood as a certain culture based on Standard ML. Thus it is not a new programming language, but a certain way to use SML at an advanced level within the Isabelle environment. This covers a variety of aspects that are geared towards an efficient and robust platform for applications of formal logic with fully foundational proof construction — according to the well-known LCF principle. There is specific infrastructure with library modules to address the needs of this difficult task.
20. ↑  CakeML（页面存档备份，存于）
21. ↑  TILT（页面存档备份，存于）
22. ↑  Jade Alglave; Anthony C. J. Fox; Samin Ishtiaq; Magnus O. Myreen; Susmit Sarkar; Peter Sewell; Francesco Zappa Nardelli.  (PDF). DAMP 2009: 13–24.   [2021-08-31]. （原始内容 (PDF)存档于2020-09-19）.